# Esquirol de banda negra de Blyth
L'esquirol de banda negra de Blyth (Callosciurus phayrei) és una espècie de rosegador de la família dels esciúrids. Viu a la Xina i Myanmar. Els seus hàbitats naturals són els boscos primaris i secundaris de frondoses i les zones mixtes amb camps de conreu i cobertura arbòria. És una espècie en risc mínim, és a dir, no sembla que hi hagi cap amenaça significativa per a la seva supervivència.
El nom específic de l'espècie fou elegit en honor del militar britànic Arthur Purves Phayre.